# Капелле (община)
Капелле (нидерл. Kapelle) — община в провинции Зеландия (Нидерланды). Административный центр — город Капелле. По данным на 1 апреля 2011 года население общины составляло 12 386 человек.

## История
Община была образована 1 января 1970 года путём объединения находящихся на полуострове Зёйд-Бевеланд общин Капелле (ранее созданной путём слияния общин Схоре и Эверсдейк) и Вемелдинге.

## Состав
В состав общины Капелле входят следующие населённые пункты (в скобках — численность населения на 1 января 2010 года):
- Капелле (7077)
- Вемелдинге (3100)
- Бизелинге (1709)
- Схоре (517)

## Известные уроженцы
- Ян Петер Балкененде (р.1956) — премьер-министр Нидерландов (2002—2010)